# Thomas Sandmann

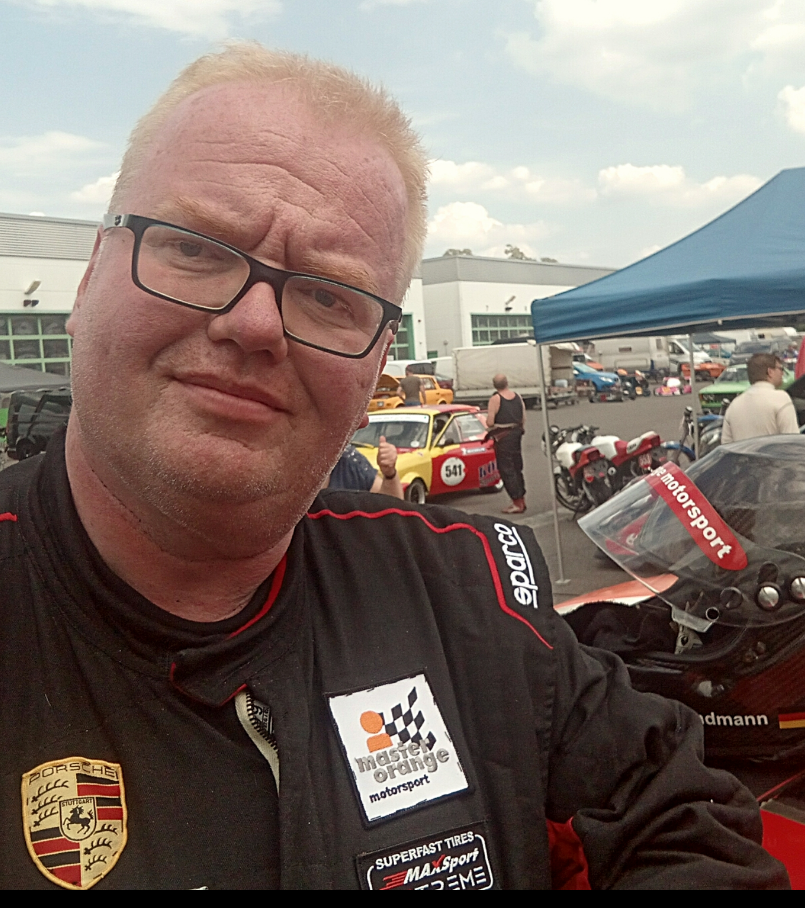
Thomas Sandmann bei einer Motorsport-Veranstaltung 2018

Thomas Sandmann (* 5. April 1966 in Lünen) ist ein deutscher Rennfahrer und Inhaber einer Motorsport-Firma, die sich mit Renntourenwagen und Motorbooten beschäftigt. Sein Unternehmen master orange group beinhaltet auch Departments weiterer Branchen, unter anderem im Medien- und Video-Bereich.
Der studierte Diplom-Ingenieur ist in den Fachrichtungen seiner Wirkungsbereiche auch als Ausbilder, Dozent, Berater und Autor aktiv, aus  früheren Jahren stammt zudem ein hoher Bekanntheitsgrad als Musik- und Video-Produzent.

## Ausbildung, Forschung und Entwicklung
Parallel zu seiner Karriere in den Bereichen Nautik, Motorsport und Medien studierte Sandmann an mehreren deutschen Hochschulen und begann sehr früh, neben seinem praktischen Können auch sein theoretisches Wissen an andere weiterzugeben. So führt er europaweit Ausbildungen für Sportboot- und Rennfahrer-Lizenzen ebenso durch wie Veranstaltungen als Berater für Rundfunk und Fernsehen. Seine internationalen Gastvorträge an Universitäten und Hochschulen brachten ihm im englischsprachigen Raum einen Professor-Titel für Automotive Sciences. Im Bereich der Motoren-Entwicklung schreibt Sandmann mit Themen aus seinen aktuellen Konstruktionen jeweils Diplomarbeiten aus, und für seine Arbeiten über neue Konzepte für Bootsmotoren wurde er in den USA mit dem Ehrendoktor-Titel für Marine Engineering ausgezeichnet.
In den Medien gibt Sandmann häufig Interviews, taucht in Fachzeitschriften regelmäßig mit Workshops auf und hat drei Fachbücher geschrieben.

## Motorsport: Rennwagen
Nach seiner aktiven Rennfahrer-Karriere (Tourenwagen der Gruppe A) wurde Thomas Sandmann Motorsport-Teamchef und Inhaber seines eigenen Rennstalls. Zu seinen Erfolgen gehören Meistertitel und Gesamtsiege in verschiedenen Markenpokalen und Langstrecken-Rennserien.
In Sandmanns Firmenbereich master orange motorsport aufgebaute Renn-Tourenwagen erreichten regelmäßig vordere Plätze in verschiedenen Rennserien bis hin zu Siegen in der Gesamtwertung, beispielsweise in der BMW DE Challenge. Im Motorsport-Bereich arbeitet Sandmann mit vielen Partnern und Sponsoren. Auch als Medienpartner und Sponsor einiger Motorsport-Serien wie beispielsweise der RCN war Sandmann engagiert.
Ein von master orange motorsport betriebener Porsche-Rennwagen, der mit einem Beifahrersitz ausgestattet ist, wurde 2012 zum offiziellen Race Taxi des DMV. Dieses Fahrzeug wird von Sandmann selbst gefahren und generiert seit Beginn Spenden für einen guten Zweck mit zunächst wechselnden Spendenempfängern. Seit 2014 fährt das DMV Race Taxi für die Aktion „Augenlicht in Kambodscha“ und finanziert mit jeder einzelnen Mitfahrt eine komplette Augenoperation. Sandmanns Race Taxi fährt auf allen Rennstrecken in Europa, seit 2015 auch im Rahmenprogramm der STT und ADAC GT Masters.

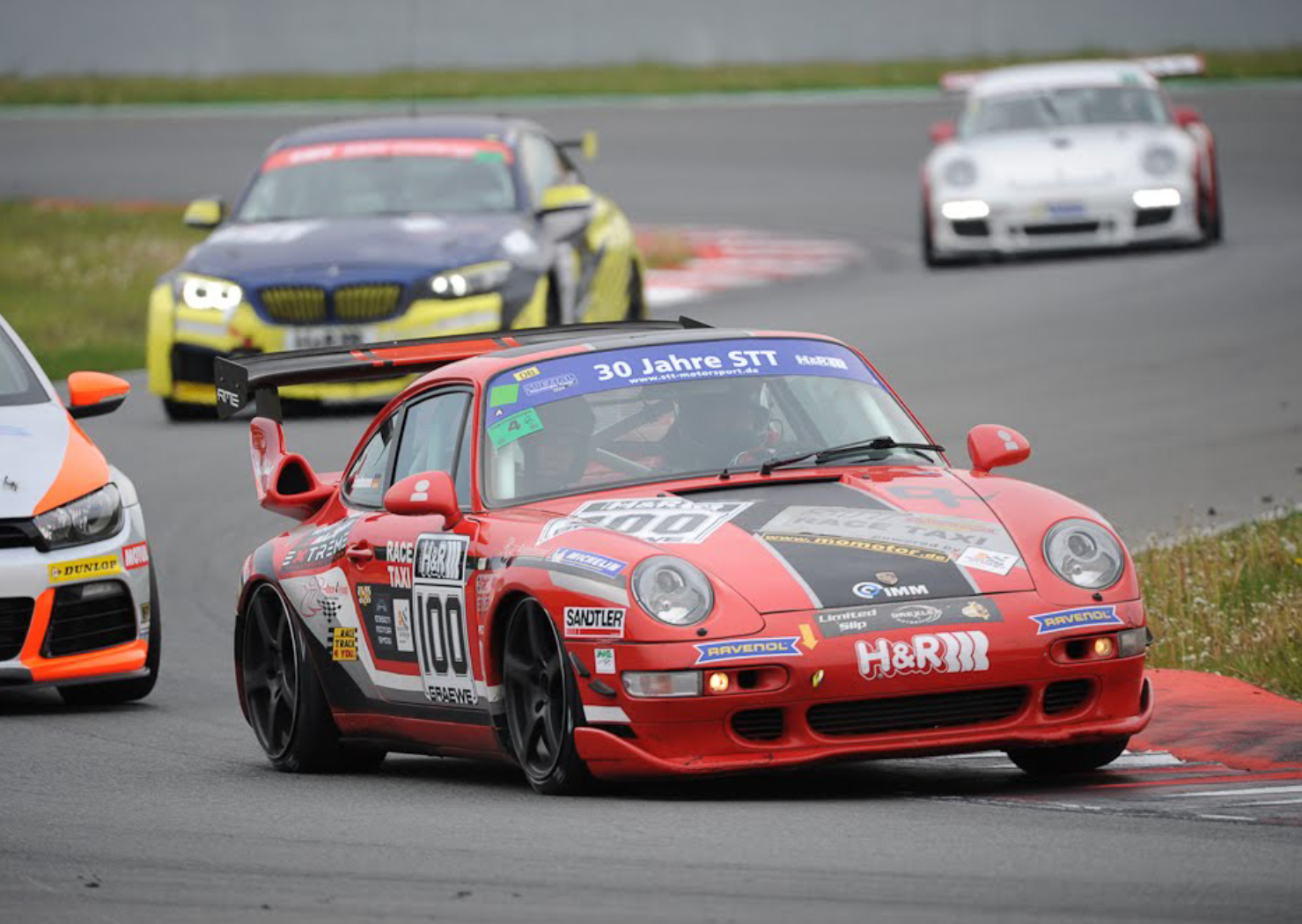
Thomas Sandmann fährt Race Taxi im Rahmen der GT Masters in der Motorsport Arena Oschersleben

Für den Einsatz auf der Nordschleife der Motorsport-Rennstrecke Nürburgring stellte Sandmann im Jahr 2016 sein Race Shuttle vor, einen mit vier Rennsitzen und Rennwagen-Technik ausgestatteten VW Touran.
Seit 2018 fährt Sandmann an eigens dafür veranstalteten Race Taxi Tagen in Zusammenarbeit mit diakonischen Einrichtungen auch mit psychisch erkrankten und geistig behinderten Mitfahrern. Ein therapeutischer Erfolg dieser Aktionen wurde von mehreren Psychologen attestiert.
Sandmann ist bei Großveranstaltungen regelmäßig persönlich im Rahmen von Autogrammstunden anzutreffen, hatte von 1992 bis 2019 in jedem Jahr einen eigenen Stand bei der Essen Motor Show, fuhr dort im Show-Programm von DMAX und war mit Sport1 und Grip auf Tour. Seine Medienpräsenz wird durch die eigenen Firmenbereiche in der Video- und Musikproduktion gestützt, die auch die bis 2017 alljährlich durchgeführte Wahl der Miss Superfast für die Tuning-Branche durchführten.
Mit einem eigenen Förderprogramm engagiert sich Sandmann für den Nachwuchs im Motorsport, unterstützt ein Studenten-Team in der Formula Student und brachte in der Saison 2013 einen Deutschen Meister im Kartsport (Rotax Max) hervor.
Zu seinen aktiven Zeiten im Motorsport war wiederholt zu beobachten, dass Sandmann mit einem Gesamtsieg seine aktive Mitwirkung in einem Team beendete und sich neuen Aufgaben widmete. Nach der Corona-Krise im Jahr 2021 beendete er schließlich die gesamte Karriere seines Rennteams. Heute wird Sandmann als Ehrengast zu Motorsport-Veranstaltungen eingeladen und fährt noch immer das offizielle Race Taxi der Motorsport Arena Oschersleben und der Oldtimer-Trackdays in Zolder und auf dem Lausitzring.

## Motorsport: Boote
Nach seinem Studium gründete Sandmann in den 1990er Jahren eine Division seiner Firma, die sich mit sportlichen Motorbooten und Rennbooten beschäftigt. Für seine aus dem Automobil- in den Bootsbereich übernommenen und damals im Offshore Powerboat Racing innovativen Konstruktionslösungen wurde ihm in den USA ein Doktortitel h.c. für Marine Engineering verliehen.
Sandmanns internationaler Einsatz in diesem Bereich führte im Jahr 2012 zur Gründung von master orange adria im kroatischen Matulji.
Sandmann führte zunächst in Deutschland und Kroatien und seit 2022 in ganz Europa mit seiner Division Powerboat Europe Ausbildungen und Skippertrainings durch und nutzt von ihm selbst entwickelte Speed-Boote für Hochgeschwindigkeitsfahrten, die zu einem Teil seines Charity-Konzepts wurden, das sich über mehrere seiner Tätigkeitsgebiete erstreckt.

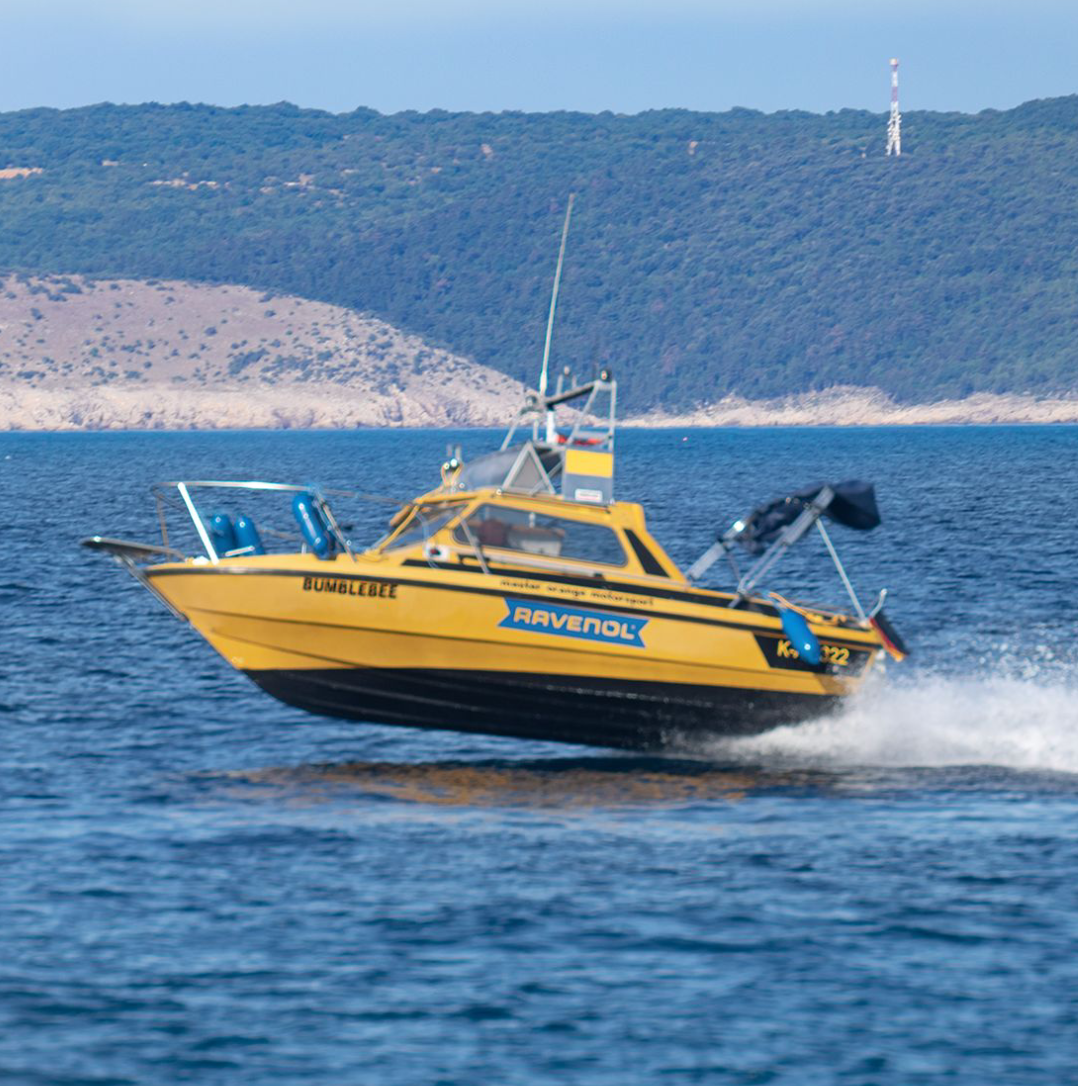
Thomas Sandmann bei einer Hochgeschwindigkeitsfahrt in seinem kleinsten Speed-Boot Bumblebee in der Kvarner-Bucht

## Musik
Von den späten 1980er bis zu den frühen 2000er Jahren zählte Thomas Sandmann zur internationalen Top-Riege der Toningenieure. Er gilt als Pionier der digitalen Studiotechnik und Vorreiter der hochauflösenden Audioformate. Die von ihm zu diesem Thema verfassten Texte galten lange Zeit als die einzigen im deutschsprachigen Raum und gelten bis heute als Standard. Hersteller hochauflösender digitaler Audiosysteme verwenden sie noch immer nahezu unverändert in ihren Produktbeschreibungen.
Sandmanns Produktionen reichen von Klassik bis Rock. In Sandmanns Studios wurden Hip-Hop-, Heavy-Metal- und Schlager-Produktionen gemischt. Sandmann gibt zu seiner Tätigkeit auch Interviews, hält Vorträge und Workshops. Da er in sehr jungen Jahren mit der Musikproduktion begann, reicht seine Erfahrung von den Anfängen der Mehrspurtechnik bis zu den aktuellen Entwicklungen. Charakteristisch für seine Audio-Produktionen ist ein großer technischer Aufwand, um eine möglichst hohe Qualität zu erreichen. Sandmann arbeitet mit einer großen Anzahl von Partnern, externen Vorproduktionsstudios, Lizenznehmern der von ihm entwickelten Audio-Verfahren oder angeschlossenen Verlage und Platten-Labels. Schon mehrfach führten Sandmanns Projekte als Auslöser zu weiterführenden Partnerschaften zwischen den beteiligten Industrie-Unternehmen.
Als größter Erfolg Sandmanns gilt in Fachkreisen nicht ein einzelnes Werk, sondern die große Anzahl an Club-Hits der frühen Techno-Szene in Deutschland. In den frühen 1990er Jahren produzierte Sandmann hauptsächlich diese Musik, die er auch selbst komponierte. Er gilt als Wegbereiter der Musikgattung in Deutschland und gab mit Soundbänken für Synthesizer vielen anderen Techno-Produzenten das benötigte Handwerkszeug an die Hand. Für dieses Lebensabschnittswerk wurde er im Jahr 2009 in die Ausstellung des Gronauer rock'n'popmuseums aufgenommen.
Heute produziert Thomas Sandmann nur noch selten Musik für eigenständige Veröffentlichungen, sondern hauptsächlich für den kombinierten Einsatz mit seinen anderen Firmenbereichen. Seine Musik ist seit 2010 fast nur noch in Videoproduktionen aus eigenem Hause zu finden sowie für die Nutzung im Motorsport-Bereich. So produzierte Sandmann beispielsweise den offiziellen Titelsong der Essen Motor Show. Auch das Musikstück Schumania zu Ehren von Michael Schumacher wurde in den Studios der master orange group gemischt.

## Video
Die von Sandmann produzierten Musikvideos verzichten oft auf aufwendige und teure Settings oder Spezialeffekte und betonen eher Bildqualität, Handlungsverlauf und Spannungsbogen. Seine Videos für Jürgen Drews, Die Schröders und Rage gelten als kostengünstigste Produktionen der gesamten Branche.
Weiterhin gilt Sandmann als Verfechter der Bewegung Demokratisierung der Produktionsmittel, verfasste ein Buch zum Thema und berät die Industrie, damit der begrenzende Faktor nicht mehr in den Budgets, sondern nur noch in der Kreativität der Video-Schaffenden besteht.
Aus Sandmanns Studios stammen heute hauptsächlich TV-Berichte über Motorsport, ebenso kommen Filmaufnahmen von Rennwagen in seinen Musikvideos vor.

## Diskografie (auszugsweise)

### Party
- Jürgen Drews, CD König von Mallorca, Polydor, 2000
- Valetti, CD Whisky in the jar, Felixdae Musix, 2001
- Jürgen Drews, CD Hey! Amigo Charly, Polydor, 2001
- Jürgen Drews, CD 6x6 am Tag, Polydor, 2002

### Punkrock
- Die Schröders, CD Das Beste, Uposta/PIAS, 2003
- Nullbock, CD Für immer, Uposta, 2002
- Die Schröders, TV-Musik Was nicht passt, wird passend gemacht, 2003
- Die Schröders, Film-Musiktracks in Motown, Kinofilm mit Oli P.

### Rock
- Souldrinker, CD Semper Fidelis II, Rock Dog Records, 2014
- Black Thunder Ladies, CD First Take, Rock Dog Records, 2012
- Rage, DVD Never Give Up, Nuclear Blast, 2010
- T.Rex, DVD Back in Business, SPV, 2003

### Pop
- En Vogue, DVD+CD Live in Birmingham, SPV, 2004
- Chic, DVD+CD Live at the Budokan, SPV, 2004
- Marc Almond, DVD+CD Live at the Lokerse Feesten, SPV 2004
- Cle, CD Cle, Sony/BMG, 2003

### Techno
- Blue Cascade, Maxi-Single Silver Blue, 23 Frankfurt, 1999
- Syrinxx, Maxi-Single Exxtasy, Massive/Sony, 1996
- Hardbase, diverse Tracks, SMG 1994
- Concrete, diverse Tracks, SDD 1994

### Klassik
- Ingeborg Hischer, CDs Ave Maria Vol. 1 und 2, Sicus Klassik, 1998, 1999
- Philip Langshaw, CD Mahler im Dom zu Schwerin, Sicus Klassik, 2003
- Christoph Keller, CD Percy Whitlock: The Great Organ Works, Sicus Klassik, 2005
- Christoph Keller, CD Toccata Toccatissimo, Splendid Classics, 2007
- Christoph Keller, CD Scherzo Scherzissimo, Splendid Classics, 2009
- Ingeborg Hischer, CD Tondokumente 1975 - 2016, Sicus Klassik, 2023

### Country
- Michael Engel, CD Heavenly Melodies, Felixdae Musix, 2006
- Michael Engel, CD Romantische Mundharmonika, Koch/Universal, 2009

### Schlager
- Achim Mentzel, CD Mal ist man oben und dann unten, DA, 2001
- Michael Holm, CD Frühstück, DA, 2008

## Beiträge als Gastautor (auszugsweise)
- Thomas Sandmann: Workshop Effekte, in: Fachzeitschrift Keys, monatl. Serie, 1996–1998
- Thomas Sandmann: Schnell erklärt, in: Fachzeitschrift Keys, monatl. Serie, 1999
- Thomas Sandmann: Grundlagen der Audiotechnik, in: Fachzeitschrift Sound & Vision, monatl. Serie, 2000–2001
- Thomas Sandmann: Aliasing, in: Prof. Dr. Dr. Horst Hischer, Mathematikunterricht und Neue Medien, Verlag Franzbecker, 2002, ISBN 3-88120-353-2
- Thomas Sandmann: Die Musikvideo-Produktion im zeitlichen Wandel, in: Mania/Keazor/Wübbena, Imagebuilder, Telos Verlag, 2011, ISBN 978-3-933060-36-5
- Thomas Sandmann: Studiowissen, in: Fachzeitschrift Keys, monatl. Serie, 86 Folgen, 05/2008 bis 07/2015
- Thomas Sandmann: Fahrdynamik und Fahrphysik, in: Race Track 2 Read, vierteljährl. Serie 2016 bis 2018
- Thomas Sandmann: Sandmann's Technik-Ecke, in: Kulturgutfahrermagazin, vierteljährl. Serie seit 2022